# 김학순 (영화 감독)
김학순(1954년 1월 10일 ~ )은 대한민국의 대학 교수이자 영화감독, 프로듀서이다.

## 작품

### 영화
- 1994년 아주 특별한 변신
- 2001년 민들레
- 2003년 비디오를 보는 남자
- 2007년 백야
- 2011년 귓가에 맴도는 하루
- 2014년 우리들의 꼬리표
- 2015년 연평해전

#### 조연출
- 1995년 위대한 헌터 G.J

### 방송
- 2000년 KBS VJ 특공대 출연

## 학력
- 미국 뉴욕대학교 대학원 영화학 석사

## 수상 경력
- 1991년 미국 이스트만코닥회사 촬영상
- 2004년 춘사 나운규 영화예술제 신인감독상
- 2004년 휴스턴국제영화제 골드심사위원 특별상 (비디오를 보는 남자)
- 2004년 하와이국제영화제 NETPAC상

## 경력
- 로제타시네마 감독
- 서강대학교 영상대학원 교수
- 2002년 영화진흥위원회 영상전문인력양성지원 소위원회 위원
- 2016년 ~ 연평재단 이사장